# Кирил Мумдзис
Кирил (на гръцки: Κύριλλος, Кирилос) е гръцки духовник, митрополит на Вселенската патриаршия.

## Биография
Роден е със светското име Мумдзис (на гръцки: Σωτηράκης) на 6 март 1867 година в Синоп. Първи братовчед е на бъдещия патриарх Максим V Константинополски. В 1889 година завършва Халкинската семинария с теза „Защо и трите степени на свещенството са божествени“. На 9 октомври 1888 година е ръкоположен за дякон. Служи като заместник-секретар на Светия синод на Вселенската патриаршия от 1889 година до 1893 година. На 6 юни 1893 година е ръкоположен за презвител и е назначен за главен секретар на Светия синод.
На 13 май 1897 година е избран за митилински митрополит срещу епископ Герман Хариуполис и архимандрит Григорий Константинидис. На 18 май 1897 година е ръкоположен за митилински митрополит в патриаршеската църква „Свети Георги“ във Фенер. Ръкополагането е извършено от патриарх Константин V Константинополски в съслужение с  митрополитите Йоаким Ефески, Йероним Ираклиийски, Константий Трапезундски, Василий Смирненски, Василий Анхиалски, Атанасий Лемноски, Атанасий Сисанийски, Венедикт Мраморноостровен, Дионисий Елевтеруполски.
На 20 януари 1925 година избран за филаделфийски митрополит.
Умира в Митилини на 1 април 1925 година.